# セラヴィ!
『セラヴィ!』（Le Sens de la fête）は2017年のフランスのコメディ映画。
監督はエリック・トレダノとオリヴィエ・ナカシュ、出演はジャン＝ピエール・バクリとジャン＝ポール・ルーヴなど。
17世紀に建てられた由緒ある城で開かれる豪華絢爛な結婚式を取り仕切ることになったベテランのウェディングプランナーと個性的なスタッフたちが様々なトラブルに見舞われる姿をユーモアとペーソスを交えて描いている。

## ストーリー
30年の経験を持つベテランのウェディングプランナーであるマックスは引退を考え始め、事業の売却を検討している。17世紀に建てられた由緒ある城で行われる豪華絢爛な結婚式の当日を迎え、最後の仕事になるかもしれないと意気込むマックスだったが、新郎のピエールは嫌味で注文ばかり多く、バンドのボーカル兼司会のジェームスはワンマンショー気取り、カメラマンのギイは仕事そっちのけで料理を食べ漁り、給仕に雇っている義弟のジュリアンは新婦のエレナがかつての同僚と知ると、給仕であることを隠して口説き始める始末である。そんな中、臨時で給仕に雇われたサミーがシェーバーの充電のために冷凍車のプラグをそうと知らずに抜いていたため、メインディッシュで使うはずの羊肉が腐ってしまうトラブルが発生する。マックスが知り合いのウェディングプランナーの協力で食材を手に入れる間、新郎の長時間に及ぶスピーチのおかげで何とか難を逃れる。ところが、新郎が大きな風船に釣られて宙を舞う余興で、風船を繋ぎ止めるロープをスタッフが放してしまい、新郎が遠くに飛ばされてしまう事故が発生し、さらには花火の暴発や停電まで起きてしまう。新郎に怪我はなかったものの、あまりの失敗続きにマックスはスタッフたちに激しい怒りをぶつける。
大惨事とも言える状況となったが、スリランカ人スタッフを中心とした即興の演奏に、参列者はもちろん、新郎新婦も満足する。新婦のエレナから深く感謝されたマックスは、翌朝、会場から撤収するスタッフたちに感謝の言葉をかけ、次の火曜に行われる結婚式での再会を告げる。

## キャスト
- マックス: ジャン＝ピエール・バクリ - ベテランのウェディングプランナー。妻ニコルとは別居中。
- ギイ: ジャン＝ポール・ルーヴ - カメラマン。マックスの親友。
- ジェームス: ジル・ルルーシュ - バンドのボーカル兼司会。本名はエティエンヌ。
- ジュリアン: ヴァンサン・マケーニュ - マックスの妻の弟。給仕。元国語教師。うつ病。
- サミー: アルバン・イヴァノフ - 臨時で雇われた給仕。
- ピエール: バンジャマン・ラヴェルネ（フランス語版） - 個性的な新郎。
- アデル: アイ・アイダラ - ウェディングスタッフ。マックスの代理。
- ジョジアーヌ: スザンヌ・クレマン - ウェディングスタッフ。マックスの恋人。
- 新郎の母: エレーヌ・ヴァンサン（フランス語版） - ピエールの母親。
- エレナ: ジュディット・シュムラ - 新婦。ジュリアンの元同僚。

## 作品の評価

### 映画批評家によるレビュー
Rotten Tomatoesによれば、36件の評論のうち、81%にあたる29件が高く評価しており、平均して10点満点中6.87点を得ている。
アロシネによれば、フランスの34のメディアによる評価の平均点は5点満点中3.7点である。

### 受賞歴
第43回セザール賞の9部門で計10のノミネートを受けたが、いずれも受賞はならなかった。
| 賞         | 部門             | 対象者                                                         | 結果       |
| ---------- | ---------------- | -------------------------------------------------------------- | ---------- |
| セザール賞 | 作品賞           |                                                                | ノミネート |
| セザール賞 | 監督賞           | - エリック・トレダノ - オリヴィエ・ナカシュ                    | ノミネート |
| セザール賞 | 主演男優賞       | ジャン＝ピエール・バクリ                                       | ノミネート |
| セザール賞 | 助演男優賞       | ジル・ルルーシュ                                               | ノミネート |
| セザール賞 | 助演男優賞       | ヴァンサン・マケーニュ                                         | ノミネート |
| セザール賞 | 有望女優賞       | アイ・アイダラ                                                 | ノミネート |
| セザール賞 | 有望男優賞       | バンジャマン・ラヴェルネ                                       | ノミネート |
| セザール賞 | オリジナル脚本賞 | - エリック・トレダノ - オリヴィエ・ナカシュ                    | ノミネート |
| セザール賞 | 音響賞           | - パスカル・アルマン - セリム・アザジ - ジャン＝ポール・ウリエ | ノミネート |
| セザール賞 | 編集賞           | ドリアン・リガール＝アンスー                                   | ノミネート |